# Anatolij Abiłow
Anatolij (Fetislam) Abiłowicz Abiłow (ros.  Анато́лий (Фетисля́м) Аби́лович Аби́лов (Ави́лов); ur. 15 marca 1915 we wsi Dżadraszeli (obecnie Udarnoje) na Krymie, zm. 15 sierpnia 2005 w Żukowskim) – radziecki dowódca, pułkownik piechoty gwardii, Bohater Związku Radzieckiego (1990).

## Życiorys
Był synem krymskokatarskiego chłopa, pracował jako traktorzysta w kołchozie. Od 1942 roku był członkiem WKP(b).
W 1936 został powołany do wojska. W 1939 ukończył Tbiliską Szkołę Piechoty, a w 1943 przyspieszony kurs Akademii Wojskowej im. Frunzego.
Od czerwca 1941, po ataku Niemiec na ZSRR uczestniczył w walkach na froncie. W 1944 był dowódcą 130 Gwardyjskiego pułku strzeleckiego 44 Gwardyjskiej Dywizji Strzeleckiej. Jesienią 1944 wyróżnił się w walkach w Polsce; jego pułk przez 9 dni prowadząc walki, przeszedł 53 km, zajmując 16 miejscowości. Walczył m.in. nad Narwią i w rejonie Serocka.
Po wojnie pozostał na służbie w armii. Od 1947 był w rezerwie.
5 maja 1990 otrzymał tytuł Bohatera Związku Radzieckiego i Order Lenina.